# Callidiopis mutica
Callidiopis mutica là một loài bọ cánh cứng trong họ Cerambycidae.